# Wojciech Brzega
Wojciech Brzega (ur. 12 września 1872 w Zakopanem, zm. 6 lipca 1941 tamże) – polski rzeźbiarz, meblarz, pisarz i działacz społeczny.

## Życiorys
Urodził się jako syn ślusarza Ryszarda Duźnika i Teresy Gąsienica Brzega. Ojciec zmarł na Węgrzech wkrótce po urodzeniu się syna. Wychowywany przez matkę przyjął jako nazwisko jej przydomek. Po ukończeniu zakopiańskiej Szkoły Ludowej uczył się w Szkole Przemysłu Drzewnego, w klasie rzeźby ornamentalnej. Praktykę czeladniczą odbył w Białej, Cieszynie, Krakowie i Lwowie. W 1895 rozpoczął 3-letnie studia na oddziale rzeźby krakowskiej Szkoły Sztuk Pięknych jako wolny słuchacz. W 1898 wyjechał na studia do Monachium, a następnie do Paryża. W  roku 1901 wrócił do Zakopanego. W 1912 ożenił się ze Stefanią Czartoryską. W swoim domu na Skibówkach otworzył pracownię, gdzie odbywały się również wystawy poświęcone sztuce użytkowej artystów z Towarzystwa „Sztuka Podhalańska”.
Był członkiem Ligi Narodowej. Od 1904/1905 należał do Stronnictwa Demokratyczno-Narodowego. Był także członkiem Polskiej Organizacji Narodowej i Eleusis.

## Działalność artystyczna

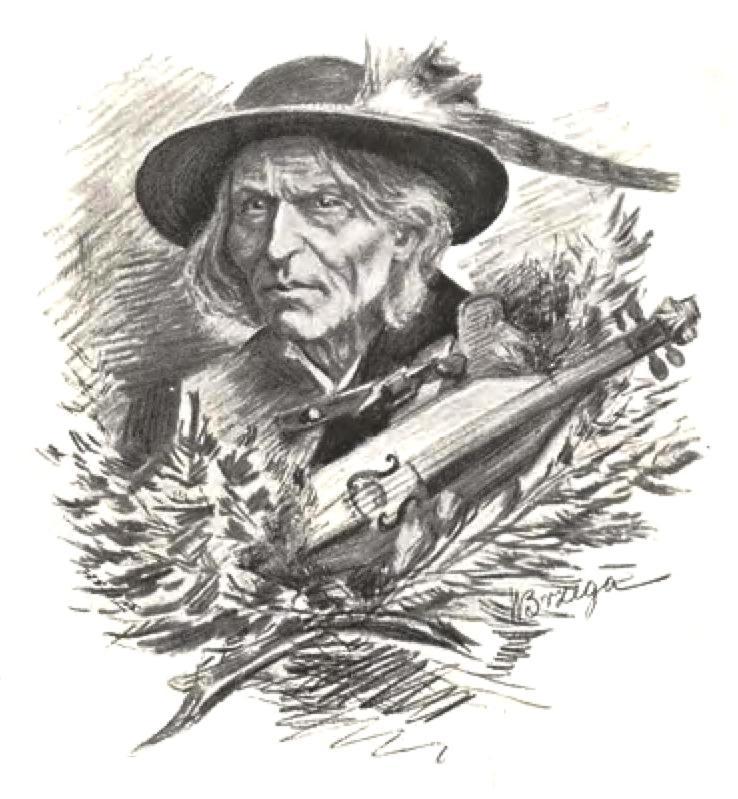
Portret Sabały autorstwa Wojciecha Brzegi

Współpracował ze Stanisławem Witkiewiczem i był wykonawcą niektórych jego projektów (Willa Koliba). Zajmował się meblarstwem, rzeźbą ornamentacyjną i sztuką stosowaną. Dzięki tym pracom jest uważany za współtwórcę stylu zakopiańskiego. Od 1903 wytwarzał proste meble zdobione na sposób góralski i drobne wyroby dekoracyjne. Wykonał między innymi meble do góralskiej izby i jadalni w sanatorium Bronisławy i Kazimierza Dłuskich w Kościelisku oraz elementy snycerki w willi Kondratówka.  Rzeźbił  przede wszystkim w drewnie, lecz także w gipsie, terakocie i brązie. Najczęściej była to rzeźba portretowa. 
W 1910 roku wykonał projekt pomnika Grunwaldzkiego w Zakopanem oraz tablicę pamiątkową Klimka Bachledy. Jego autorstwa są rzeźby i dekoracja ornamentalna w ołtarzu Matki Boskiej Różańcowej (projektu Stanisława Witkiewicza) oraz przypisuje się mu wykonanie części dekoracji snycerskich w kaplicy św. Jana Chrzciciela w zakopiańskim kościele Św. Rodziny. Zadebiutował w 1902 roku na pierwszej wystawie sztuki w Zakopanem otwartej w Czytelni Zakopiańskiej. Udział w niej wzięli również Karol Maszkowski, Stanisław Gałek, Stanisław Ignacy Witliewicz.  W latach 1909–1939 brał udział niemal we wszystkich wystawach, organizowanych przez stowarzyszenia plastyczne w Zakopanem organizowane głównie w Bazarze Polskim i Morskim Oku.
Zajmował się również pisarstwem. Spisywał gwarą zasłyszane opowieści, wspomnienia, scenki dramatyczne, artykuły etnograficzne i historyczne. Publikował w czasopismach miejscowych: „Zakopane”, „Góral”, „Młody Taternik”. W 1913 roku wydał książkę „Posiady. Opowiadania z Podhala”. Na podstawie jego wspomnień, przekazanych Muzeum Tatrzańskiemu, w 1969 powstała książka „Żywot górala poczciwego”.
Od roku 1922 był nauczycielem rzeźby figuralnej w zakopiańskiej Szkole Przemysłu Drzewnego. W latach 1926–1929 był dyrektorem tej szkoły. W roku 1937 ze względu na stan zdrowia, zrezygnował z działalności pedagogicznej.

## Działalność społeczna
- 1904: współzałożyciel towarzystwa Związek Górali
- 1909: współzałożycieli Towarzystwa Sztuka Podhalańska, w latach 20. we władzach
- 1911: organizator I Zjazdu Podhalan w Zakopanem
- 1912: zastępca, a od 1919 radny gminny
- 1913: sygnatariusz odezwy w sprawie budowy murowanego gmachu dla Muzeum Tatrzańskiego
- 1925–1939: członek rzeczywisty Towarzystwa Zachęty Sztuk Pięknych
- 1927: współtwórca stowarzyszenia „Modła”, którego członkami byli m.in. Karol Stryjeński, Rafał Malczewski, Roman Olszowski[7]

Zmarł w Zakopanem 6 lipca 1941, został pochowany na Nowym Cmentarzu w Zakopanem (kw. N1-4-1).

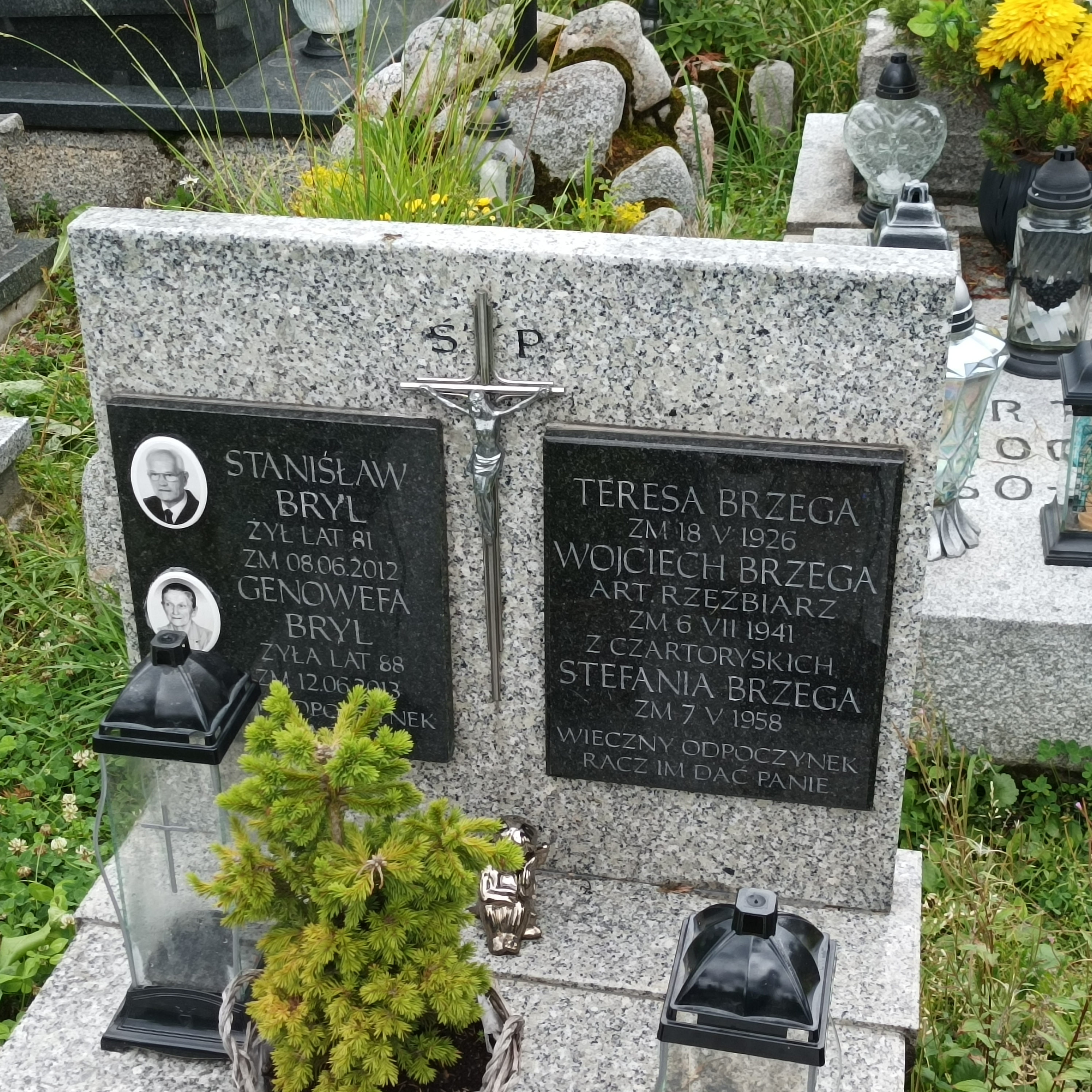
Grób Wojciecha Brzegi na Nowym Cmentarzu w Zakopanem

## Galeria

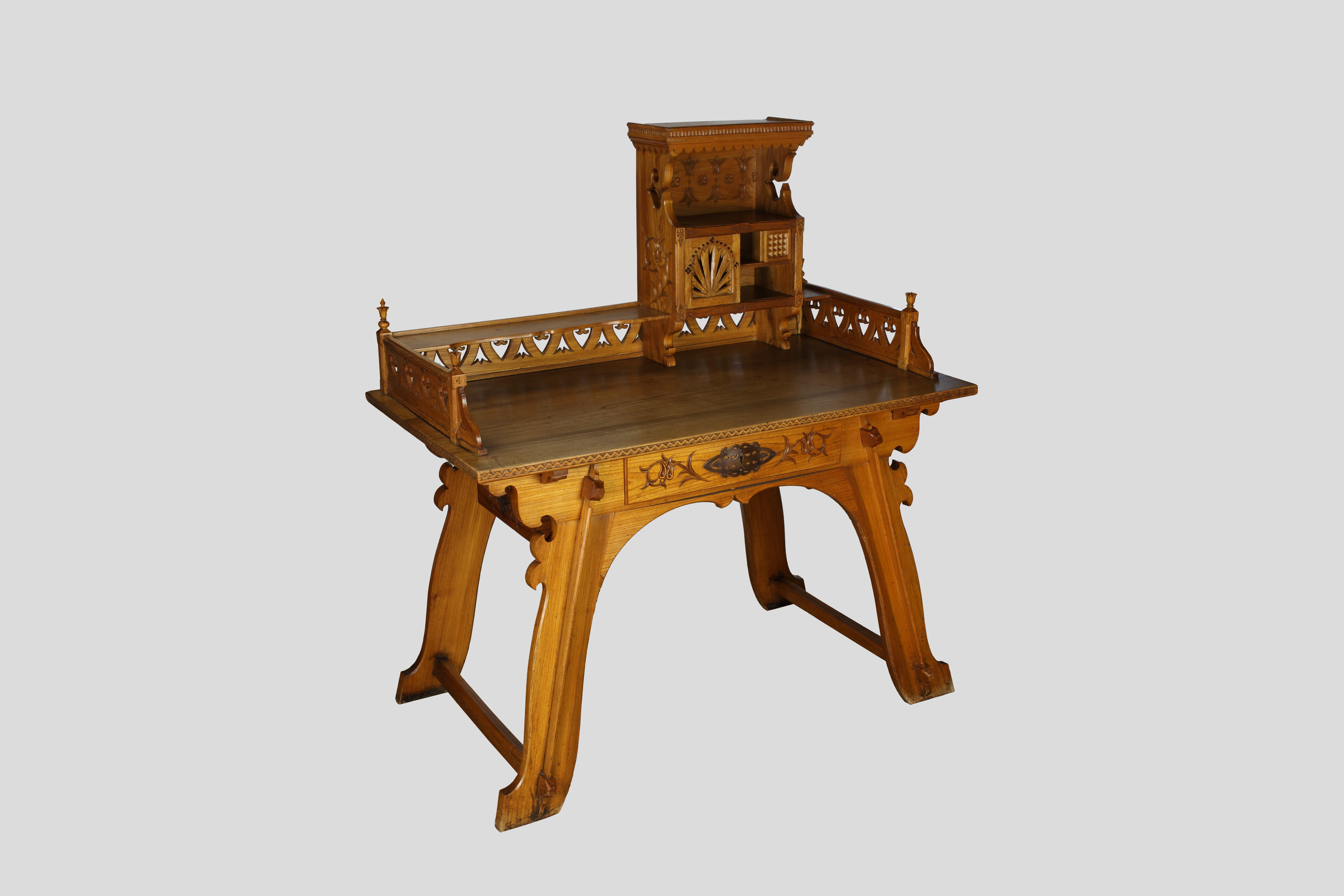
Mebel - projekt Wojciecha Brzegi
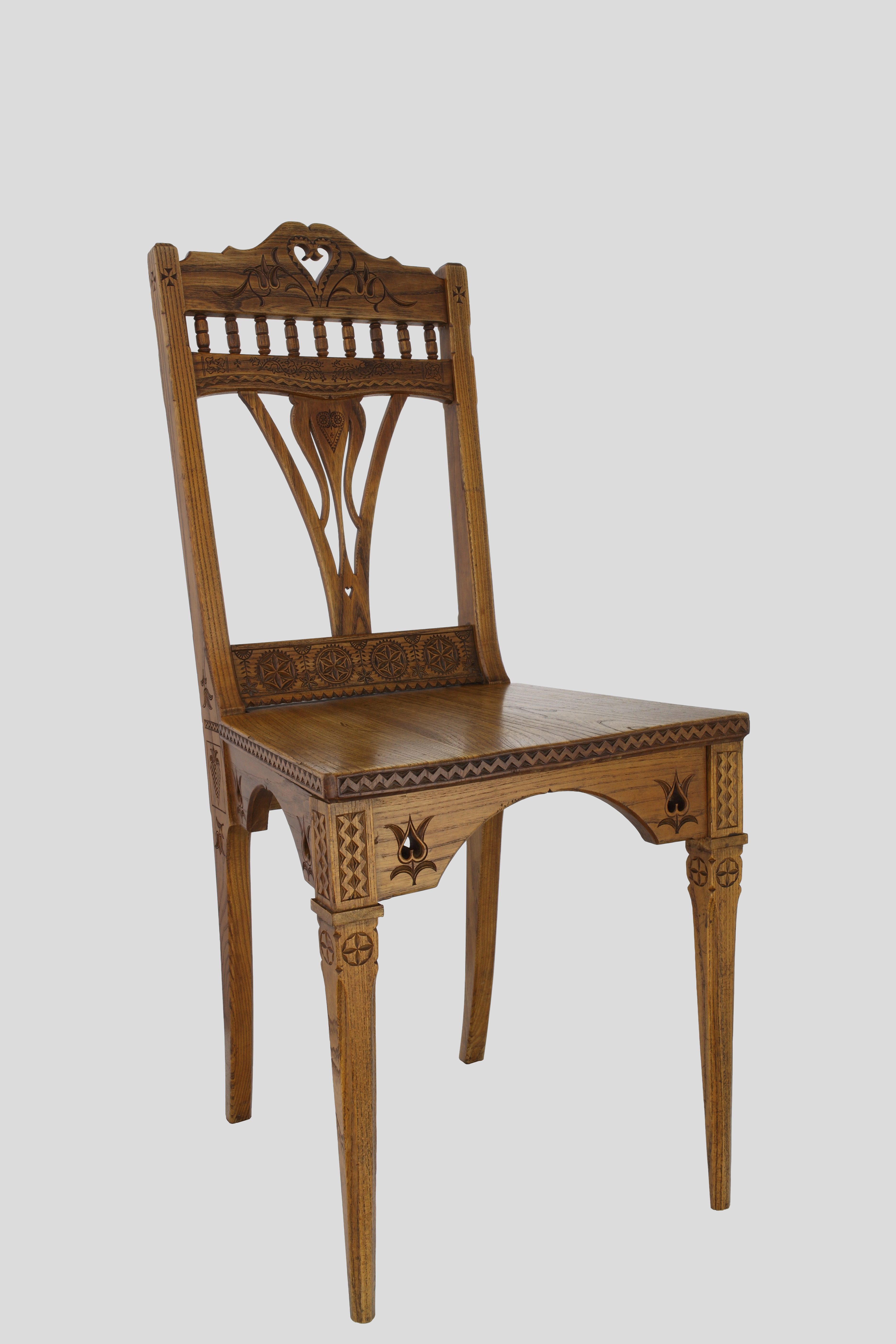
Krzesło - projekt: Wojciech Brzega
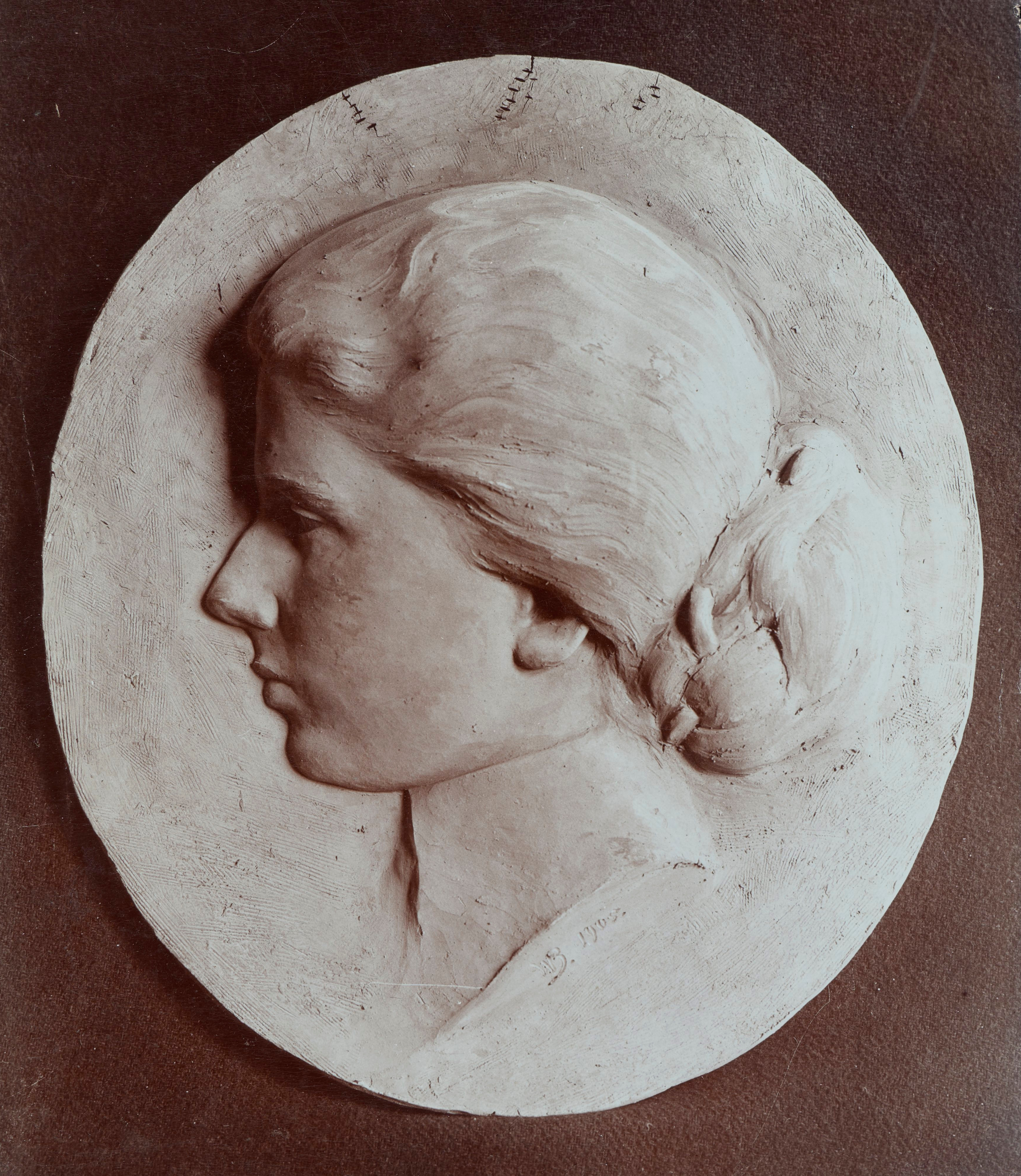
Głowa dziewczyny
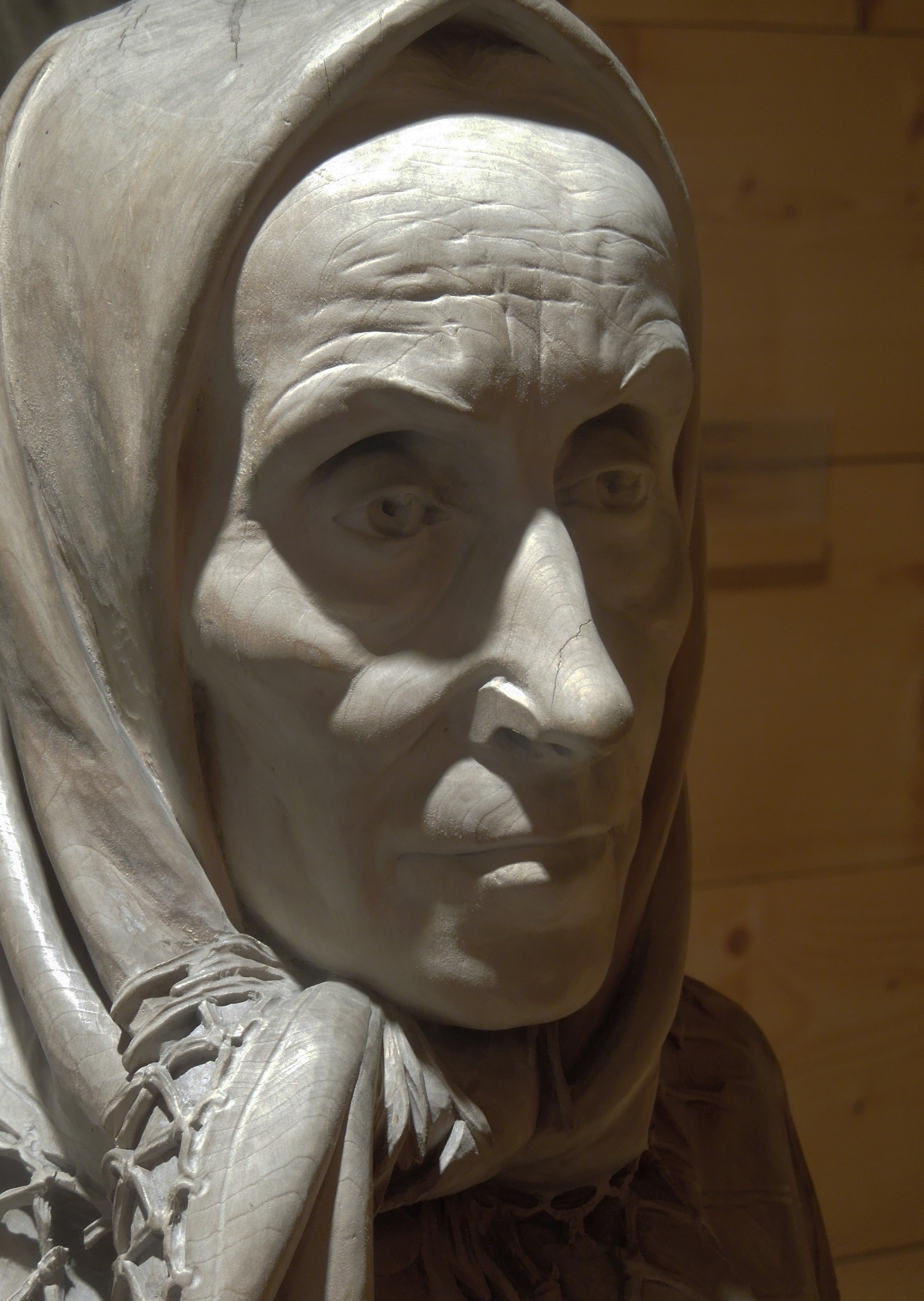
Portret matki